# 24351 Fionawood
24351 Fionawood è un asteroide della fascia principale. Scoperto nel 2000, presenta un'orbita caratterizzata da un semiasse maggiore pari a 2,3136428 UA e da un'eccentricità di 0,1087762, inclinata di 6,24619° rispetto all'eclittica.
È stato intitolato a Fiona Winifred Wood (1991), studentessa premiata nel 2008 al concorso internazionale Intel per la scienza e l'ingegneria.